# 내 사랑 마녀
내 사랑 마녀(I Married A Witch)는 미국에서 제작된 르네 클레르 감독의 1942년 코미디, 판타지, 멜로/로맨스 영화이다. 프레드릭 마치 등이 주연으로 출연하였다.

## 출연

### 주연
- 프레드릭 마치
- 베로니카 레이크

### 조연
- 로버트 벤츨리
- 수잔 헤이워드
- 세실 켈러웨이

## 제작진
- 미술: 한스 드레이어
- 미술: 에른스트 페크테
- 특수효과: 고든 제닝스
- 의상: 에디스 헤드